# Mauban
Mauban é um município de primeira classe de renda municipal (d) na província Quezon, nas Filipinas. De acordo com o censo de 1 de maio  de  2020 possui uma população de 71 081 pessoas e 17 587 domicílios.